# Julian Gutowski
Julian Gutowski (* 16. Februar 1823 in Nowy Sącz (Neusandez), Galizien; † 17. Oktober 1890 in Krakau) war Bürgermeister der Stadt Nowy Sącz
Gutowski arbeitete nach seinem Jurastudium als Notar in Krakau. Im Jahre 1846 wurde Gutowsk als ein politischer Gegner Österreichs verhaftet. Noch im selben Jahr, nach seiner Entlassung aus dem Gefängnis, wurde er zum Parlamentsabgeordneten in Polen und in Österreich gewählt. In den Jahren von 1861 bis 1865 gehörte er dem Österreichischen Parlament an und war Abgeordneter des Wahlkreises Nowy Sacz – Tarnow – Rzeszow (Kronland Galizien). 1867 wurde er zum Bürgermeister der Stadt Nowy Sacz (Neusandez) gewählt, wo er  von 1860 bis 1873 eine Notarkanzlei führte. Seine Amtszeit als Bürgermeister dauerte bis 1870.
Julian Gutowski starb i1890 im Alter von 67 Jahren in Krakau und wurde ebenda auf dem Friedhof Rakowicki  beerdigt.

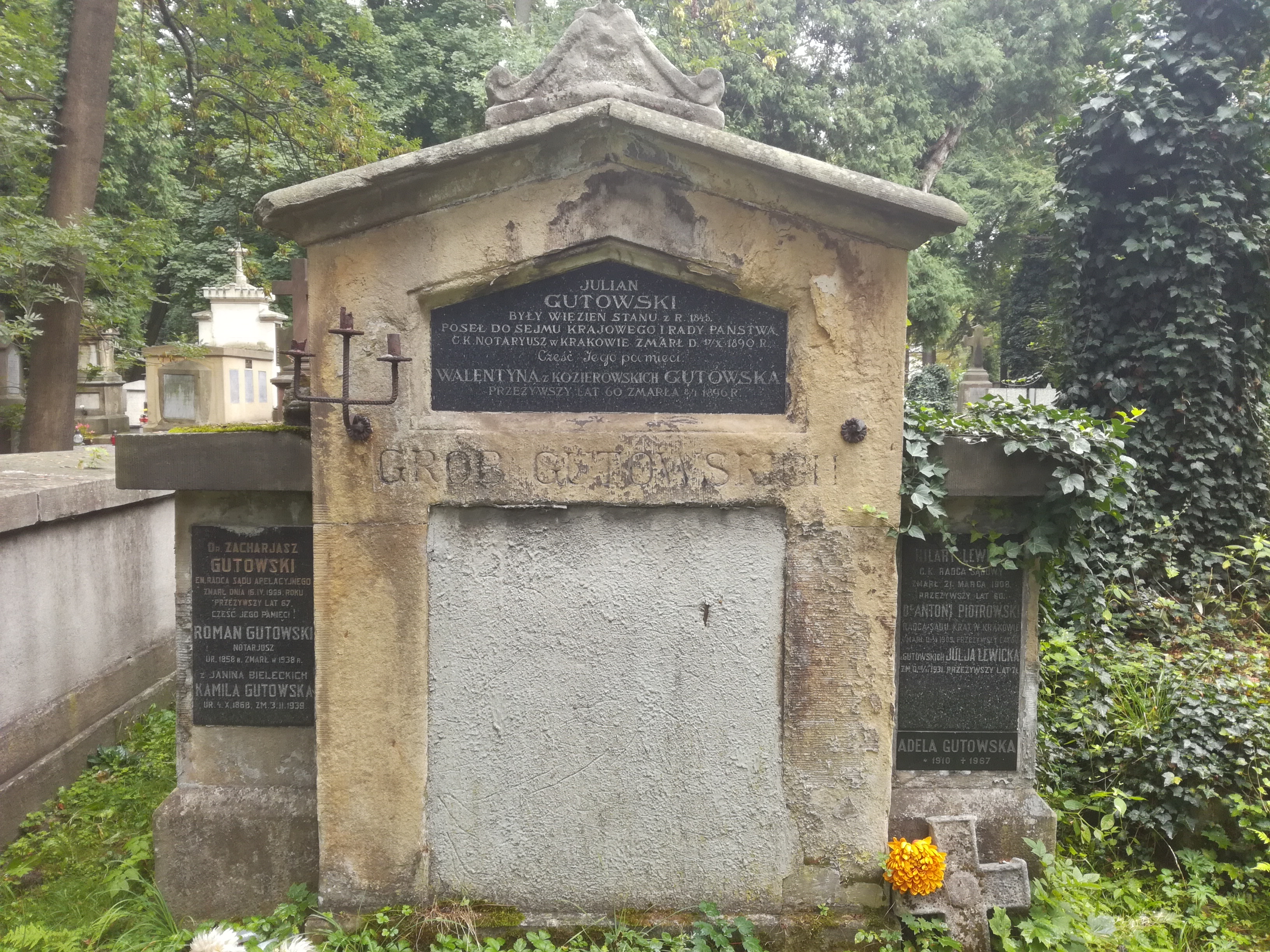
Grab von Julian Gutowski auf dem Friedhof Rakowicki in Krakau